# Andrzej Gwiazda
Andrzej Gwiazda (Pińczów, 14 d'abril de 1935) és un enginyer i destacat líder de l'oposició, que va participar en els esdeveniments polonesos de març de 1968 i esdeveniments de desembre de 1970; un dels fundadors de Sindicats Lliures, membre del comitè de presidència de la vaga a la drassana Lenin de Gdańsk a l'agost de 1980, vicepresident del comitè fundador de Solidarność, després vicepresident de solidaritat el 1980 i el 1981; el desembre de 1981 va ser internat i empresonat amb altres sis líders de Solidarność. La seva dona, Joanna Duda-Gwiazda (es van casar el 1961) també va ser membre destacat de l'oposició anticomunista dels anys setanta i vuitanta.
El pare de Gwiazda era mariner de la Flotilla Fluvial de la Marina Polonesa, estacionat a Pińsk (actual Belarús), on la família es va traslladar el 1939, uns mesos abans de l'esclat de la Segona Guerra Mundial. El seu pare Stanisław va lluitar a la campanya polonesa de setembre, com a soldat del grup operatiu independent Polesie. Després de la capitulació de Polònia, va ser capturat pels alemanys i va passar la guerra a Oflag II-C a Woldenberg. El jove Andrzej, juntament amb la mare Zofia (nascuda Zamojska) i l'àvia, va ser deportat el 1940 pels soviètics (vegeu Invasió soviètica de Polònia, repressions soviètiques de ciutadans polonesos (1939-1946)) al Kazakhstan, on van romandre fins al 1946. Després del retorn i la reunió amb Stanisław Gwiazda, la família es va instal·lar per primera vegada a l'Alta Silèsia, després es van traslladar a Gdańsk, on Andrzej va estudiar electrònica a la Universitat de Tecnologia de Gdańsk i es va graduar el 1966. Després de graduar-se, va treballar a l'Institut de Cibernètica de la Universitat i el 1973 va treballar a la fàbrica de subministraments d'energia Elmor a Gdańsk.
Gwiazda es va casar amb Joanna Duda-Gwiazda el 1961. Després del matrimoni, Andrzej i Joanna van esdevenir més actius en els moviments anticomunistes. El 1968, Andrzej va participar en protestes estudiantils oposades al govern polonès. El desembre de 1970, va participar en una manifestació per protestar per l'augment espectacular dels preus dels aliments. El 1976, juntament amb la seva dona, va escriure una carta al Parlament polonès en què expressava el seu suport al Comitè de Defensa dels Treballadors. Poc després es va prohibir oficialment als Gwiazdas la sortida de la República Popular de Polònia, també estaven sota la vigilància de Służba Bezpieczeństwa. El 1978, Gwiazda va ser un dels fundadors dels Sindicats Lliures de la Costa (WZZ), publicant i lliurant "Obrers de la costa", un butlletí de la WZZ. El 16 d'agost de 1980, va iniciar una acció industrial a Elmor. Després es va convertir en membre del Comitè de Vaga Interempresarial i va ser coautor de les famoses 21 demandes de MKS. No obstant això, no va signar l’Acord de Gdańsk, afirmant que els treballadors, prèvia assessorament dels seus experts legals, havien acordat massa concessions al govern. Detingut el 13 de desembre de 1981 (Llei marcial a Polònia), va ser portat a un camp de presoners a Strzebielinek. Més tard, Gwiazda va ser traslladat a una presó al districte de Białołęka de Varsòvia. Finalment, Gwiazda va ser alliberat el 22 de juliol de 1984, després d'una amnistia. El 16 de desembre de 1984, va ser arrestat de nou, després d'una baralla amb agents de ZOMO, i condemnat a cinc mesos. Després de passar temps a les presons de Gdańsk i Zabrze, va ser alliberat el 15 de maig de 1985.
El 1986-1989, Gwiazda va ser un dels líders del grup de treball de la Comissió Nacional de Solidaritat. El grup s'oposava a qualsevol forma de negociació amb les autoritats comunistes. A diferència de Lech Wałęsa, Gwiazda no va participar en la creació del Comitè Ciutadà de Solidaritat, ni en les negociacions de les Taules Rodones poloneses. Segueix sent un escèptic ferm sobre Wałęsa, dient que "des del començament de la vaga a les drassanes de Gdańsk, actuava en detriment de Solidaritat". A més, diu que Wałęsa mai no s'hauria d'haver convertit en "un símbol de Polònia".